# Isòtops de l'oganessó
L'oganessó (Og) fou sintetitzat molt recentment; totes les dades són teòriques. Manca d'isòtops estables. No es pot donar una massa atòmica estàndard.

## Taula
| núclid symbol | Z(p)                | N(n)                | massa isotòpica (u) | semivida | espín nuclear | composició isotòpica representativa (fracció molar) | rang de variació natural (fracció molar) |
| núclid symbol | energia d'excitació | energia d'excitació | energia d'excitació | semivida | espín nuclear | composició isotòpica representativa (fracció molar) | rang de variació natural (fracció molar) |
| ------------- | ------------------- | ------------------- | ------------------- | -------- | ------------- | --------------------------------------------------- | ---------------------------------------- |
| 293Og         | 118                 | 175                 | 293,21467(129)#     |          |               |                                                     |                                          |
| 294Og         | 118                 | 176                 |                     |          |               |                                                     |                                          |

## Teòrics
Els càlculs teòrics fets sobre les rutes sintètiques i la semivida d'altres isòtops han revelat que alguns podrien ser lleugerament més estables que l'isòtop sintetitzat, el 294Uuo; els més probables són el 293Uuo, el 295Uuo, el 296Uuo, el 297Uuo, el 298Uuo, el 300Uuo i el 302Uuo. D'aquests, el 297Uuo podria representar la millor possibilitat d'obtenir nuclis més longeus, i, per tant, podria ser l'objectiu de treball futur amb aquest element. Alguns isòtops amb molts més neutrons, com ara els situats al voltant del 313Uuo, també podrien ser nuclis més longeus.

## Combinacions diana-projectil que porten a nuclis compostos ambZ=118
La taula següent inclou diverses combinacions de dianes i projectils que es podrien fer servir per formar nucli compostos amb Z=118.
| Diana | Projectil | NC     | Resultat de l'intent      |
| ----- | --------- | ------ | ------------------------- |
| 208Pb | 86Kr      | 294118 | Sense èxit fins ara       |
| 232Th | 64Ni      | 296118 | Reacció encara no provada |
| 238U  | 58Fe      | 296118 | Reacció encara no provada |
| 244Pu | 54Cr      | 298118 | Reacció encara no provada |
| 248Cm | 50Ti      | 298118 | Reacció encara no provada |
| 249Cf | 48Ca      | 297118 | Reacció reeixida          |

## Càlculs teòrics sobre la secció eficaç d'evaporació
La taula següent conté diverses combinacions de dianes i projectils per les quals els càlculs han ofert estimacions del rendiment de secció eficaç de diversos canals d'evaporació de neutrons. Es mostra el canal amb el rendiment esperat més alt.
SDN = Sistema dinuclear; σ = secció eficaç
| Diana | Projectil | CN     | Canal (producte) | σ max   | Model | Ref   |
| ----- | --------- | ------ | ---------------- | ------- | ----- | ----- |
| 208Pb | 86Kr      | 294118 | 1n (293118)      | 0,1 pb  | SDN   | [ 5 ] |
| 208Pb | 85Kr      | 293118 | 1n (292118)      | 0,18 pb | SDN   | [ 5 ] |
| 252Cf | 48Ca      | 300118 | 3n (297118)      | 1,2 pb  | SDN   | [ 6 ] |
| 251Cf | 48Ca      | 299118 | 3n (296118)      | 1,2 pb  | SDN   | [ 6 ] |
| 249Cf | 48Ca      | 297118 | 3n (294118)      | 0,3 pb  | SDN   | [ 6 ] |